# Myslivny (Boží Dar)
Myslivny (německy Försterhäuser) jsou zaniklá osada v okrese Karlovy Vary v Česku, která ležela u Zlatého Kopce západně od Božího Daru u silnice na Horní Blatnou, podél říčky Černá, od níž se rozprostírala i jižně směrem k Božídarskému Špičáku. Z původní osady zbyly dva domy, část osady byla zaplavená vodní nádrží Myslivny. Od roku 1961 jsou součástí Božího Daru.

## Historie
Území osady náleželo dvěma obcím. Východní část osady patřila k Božímu Daru a v minulosti byla označovaná jako Gottesgabské Myslivny či Božídarské Myslivny, západní část náležela k obci Sejfy.

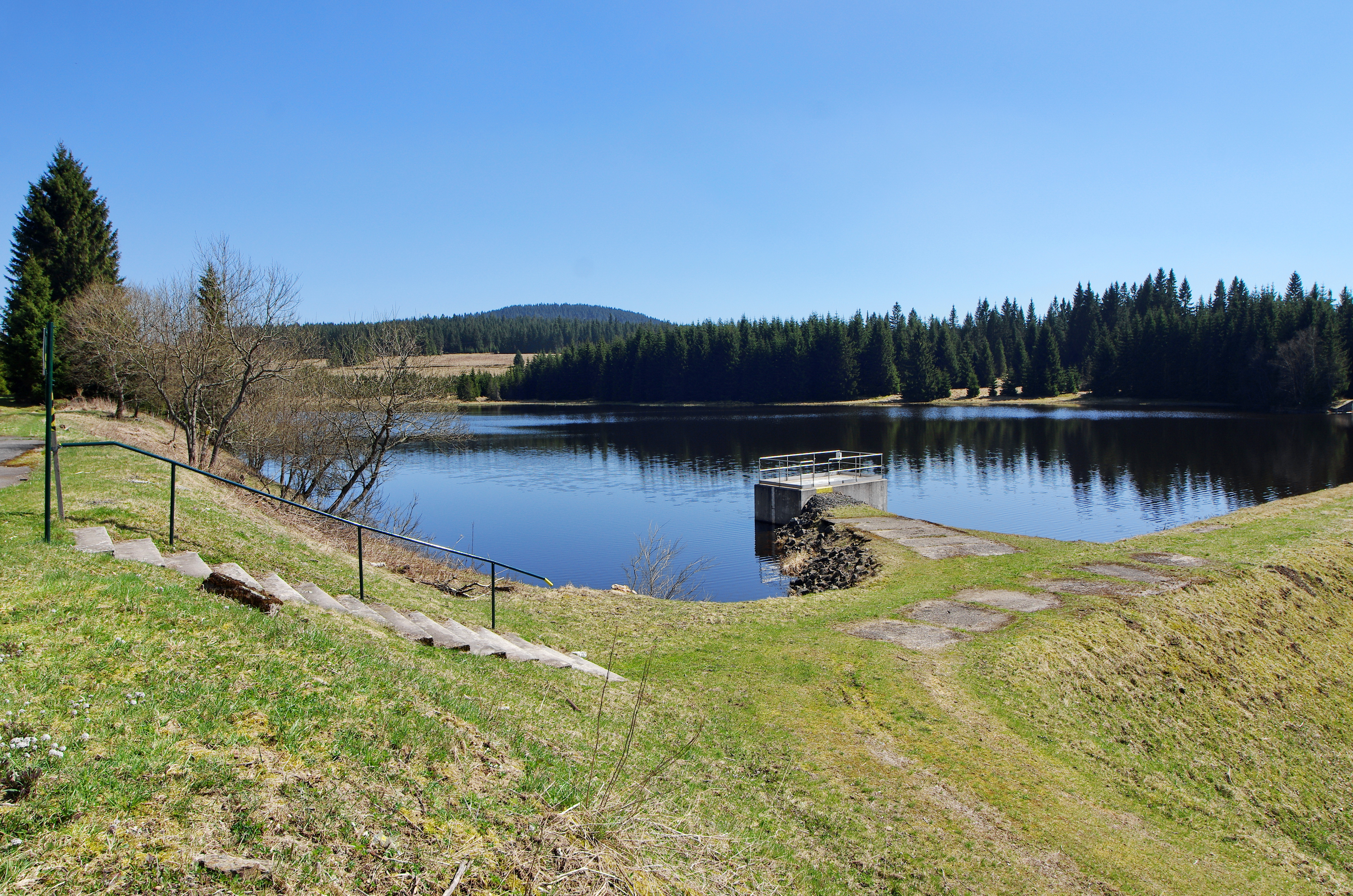
Vodní nádrž Myslivny v místech, kde stála stejnojmenná osada

Není známo, kdy byly založeny, první roztroušená zástavba vznikla asi v třicátých letech 16. století. Podnětem ke vzniku osady zřejmě bylo dolování rud. Prvním domem ale mohla být hájovna na křižovatce cesty z Božího Daru do Horní Blatné se silnicí vedoucí z Rittersgrünu přes Zlatý Kopec do Jáchymova. Myslivny jsou zakresleny na Müllerově mapě Čech z roku 1720, nejstarší známá písemná zmínka je z roku 1737.

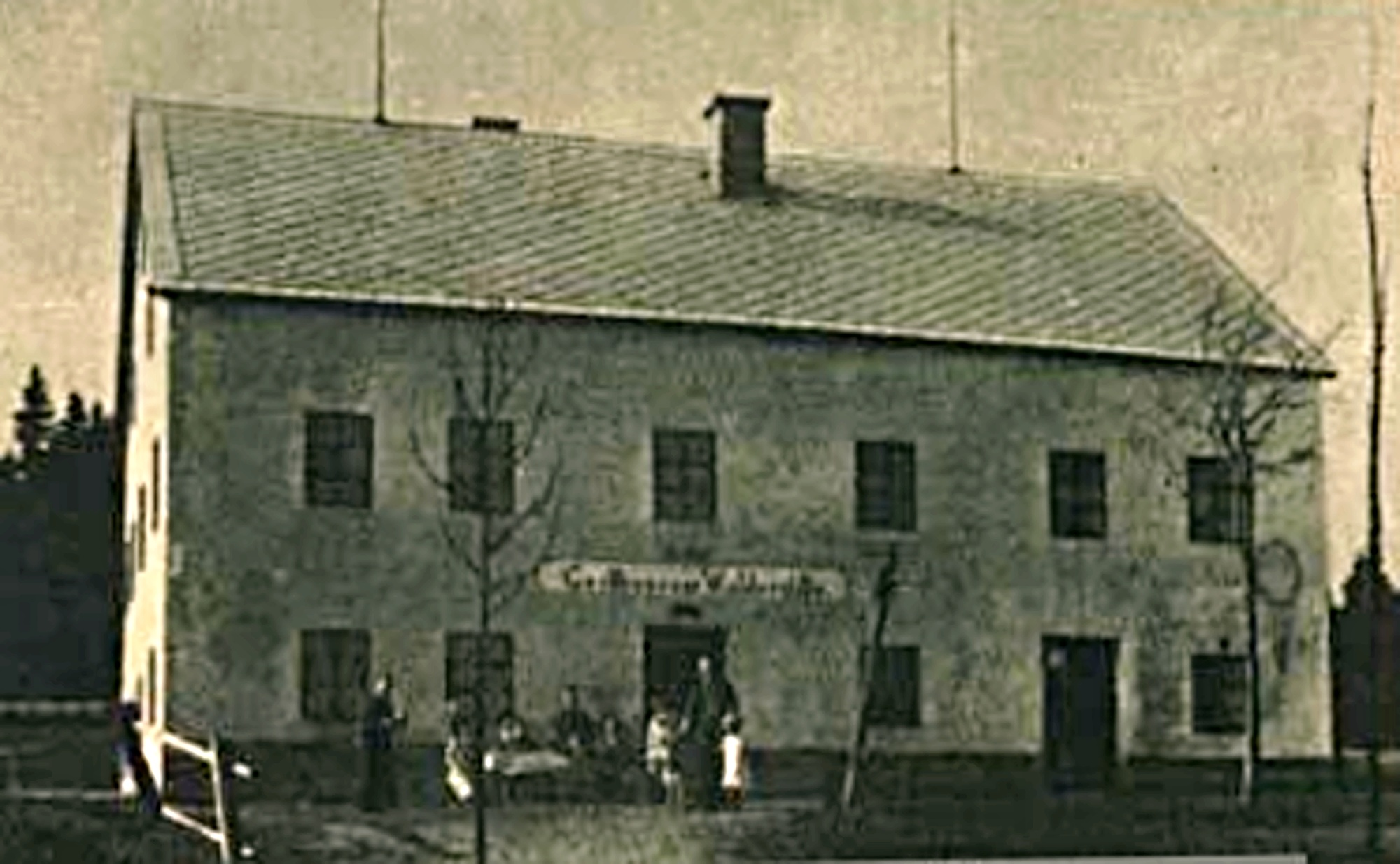
Hostinec Zur Waldesstille

Mezi první a druhou světovou válkou v osadě žilo 120 obyvatel, kteří se živili zemědělstvím, prací v lese a paličkováním krajek. V části, která patřila pod Boží Dar, byl hostinec Zur Waldesstille, který stál do roku 1946, obchod se smíšeným zbožím, trafika, dva obchody s dřívím a jednotřídka. 
Před druhou světovou válkou patřilo 5 domů z osady pod Sejfy a 13 domů pod Boží Dar.
Po druhé světové válce byla celá část patřící pod Boží Dar zbourána, z části patřící pod Sejfy zůstala hájovna čp. 1 a dům čp. 5. V roce 1954 byla v Myslivnách přehrazena říčka Černá a vznikla vodní nádrž Myslivny.

## Osobnosti
V letech 1929–1930 a 1931–1932 v Myslivnách pobýval řecký spisovatel Nikos Kazantzakis. Za svého pobytu v osadě dokončil svou třetí verzi Odyssea.